# Martina Satková
Martina Satková (Brno, 23 de agosto de 1998) es una deportista checa que compite en piragüismo en la modalidad de eslalon. Su hermana Gabriela compite en el mismo deporte.
Ganó tres medallas de oro en el Campeonato Mundial de Piragüismo en Eslalon entre los años 2014 y 2022, y cuatro medallas en el Campeonato Europeo de Piragüismo en Eslalon entre los años 2016 y 2025.

## Palmarés internacional
| Campeonato Mundial | Campeonato Mundial             | Campeonato Mundial | Campeonato Mundial |
| Año                | Lugar                          | Medalla            | Competición        |
| ------------------ | ------------------------------ | ------------------ | ------------------ |
| 2014               | Deep Creek (Estados Unidos)    | Medalla de oro     | C1 por equipos     |
| 2021               | Bratislava (Eslovaquia)        | Medalla de oro     | C1 por equipos     |
| 2022               | Augsburgo (Alemania)           | Medalla de oro     | C1 por equipos     |
| Campeonato Europeo |                                |                    |                    |
| Año                | Lugar                          | Medalla            | Competición        |
| 2016               | Liptovský Mikuláš (Eslovaquia) | Medalla de plata   | C1 por equipos     |
| 2022               | Liptovský Mikuláš (Eslovaquia) | Medalla de bronce  | C1 por equipos     |
| 2024               | Tacen (Eslovenia)              | Medalla de oro     | C1 por equipos     |
| 2025               | Vaires-sur-Marne (Francia)     | Medalla de oro     | C1 por equipos     |